# Nomenclature des actes de biologie médicale
La nomenclature des actes de biologie médicale (NABM) est une liste des examens de biologie médicale remboursés par la Sécurité sociale française. Leur coût est exprimé en "B" et est réactualisé régulièrement à la baisse.
Cette liste est disponible sur le site de l'Assurance Maladie